# بخش پاولوفسکی، استان اولیانوفسک
بخش پاولوفسکی (به لاتین: Pavlovsky District) یک منطقهٔ مسکونی در روسیه است که در استان اولیانوفسک واقع شده‌است.